# قائمة مواقع التراث العالمي في فلسطين

قائمة مواقع التراث العالمي في فلسطين هي قائمة بمعالم ومواقع التراث العالمي التي تقع ضمن حدود دولة فلسطين، والتي لها قيمة عالميّة متميّزة وأهميّة للتراث الثقافي أو الطبيعي أو لكليهما كما هو مُوضَّح في اتفاقيّة حماية التراث العالمي الثقافي والطبيعي لعام 1972. تُرشِّح لجنة التراث العالمي التابعة لمنظمة الأمم المتحدة للتربية والعلم والثقافة (يونسكو) تلك المواقع وتنظر في ملف ترشيحها، لتُدرَج ضمن قائمة مواقع التراث العالمي، وذلك بناءً على معايير عديدة. تنقسم هذه القائمة إلى قائمة رئيسة وأخرى إرشاديّة مؤقّتة.
أُدرِج أول موقع في دولة فلسطين في اجتماع الدورة السادسة والثلاثين للجنة التراث العالمي الذي عُقِد في سانت بطرسبرغ في عام 2012، سُجِّل منذ ذلك الحين خمسة مواقع على القائمة الرئيسيّة في كل من بيت لحم (2012)، بتّير (2014)، الخليل (2017)، أريحا (2023)، وتل أم عامر في دير البلح (2024)، كما سُجِّل ثلاثة عشر موقعًا في القائمة الإرشاديّة المؤقّتة لمواقع التراث العالمي الفلسطينيّة. بالإضافة إلى ذلك، تضم قائمة التراث الثقافي غير المادي في فلسطين أربعة مواضيع عن تراث المجتمع الفلسطيني ذو الصبغة الثقافيّة.
بلغ العدد الإجمالي للمواقع المُدرَجة على قائمة التراث العالمي في فلسطين التاريخيّة حتى عام 2024 خمسة عشر موقعًا (بما فيها مواقع الضفّة الغربيّة والقدس الشرقيّة وإسرائيل). وقد بادر الأردن عام 1981 بتسجيل بلدة القدس القديمة وأسوارها على لائحة مواقع التراث العالمي، حيث وافقت لجنة التراث العالمي على الطلب الأردني.

## لمحة تاريخية

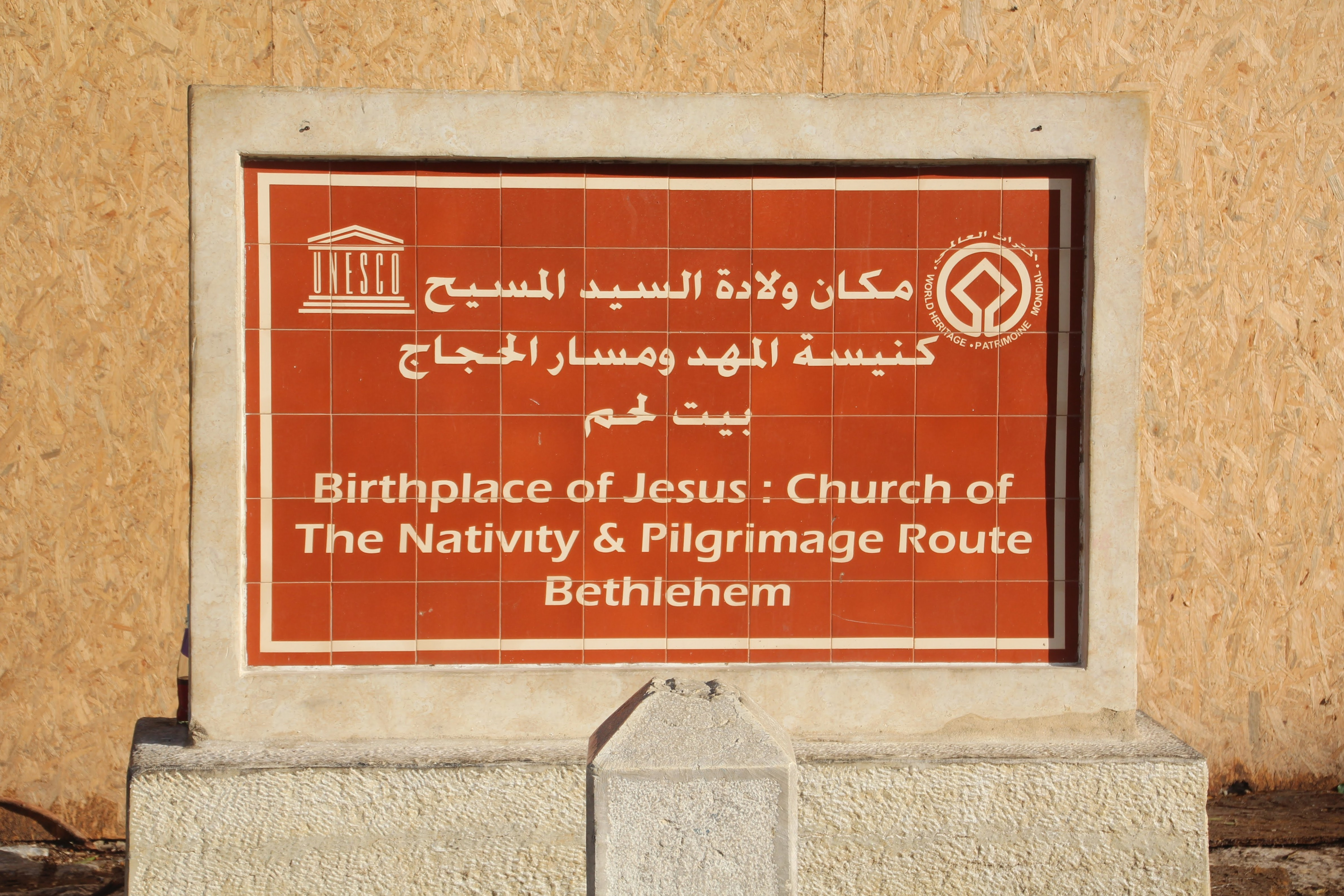
لوحة موقع التراث العالمي بكنيسة المهد في بيت لحم منذ إدراج الموقع عام 2012.

انضمّت دولة فلسطين رسميًا إلى اليونسكو في 31 تشرين الأول/ أكتوبر 2011، وذلك بعد تأسيس مكتب اتصال للأخيرة في رام الله عام 1997. عملت السلطة الوطنيّة الفلسطينيّة خلال العقود الماضية على إصدار وتعديل العديد من التشريعات والقوانين المُتعلِّقة بحماية الآثار والتراث، من أهمها قانون الآثار الأردني رقم 51 لعام 1966، وقانون التراث الثقافي المادي الفلسطيني رقم 11 لعام 2018، وهما من اختصاص وزارة السياحة والآثار الفلسطينيّة المؤسَّسة منذ عام 1994.
لقد صادقت دولة فلسطين على اتفاقيّة حماية التراث العالمي الثقافي والطبيعي (1972) في 8 كانون الأول/ ديسمبر 2011، مما جعل مواقعها التاريخيّة مؤهَّلة لإدراجها في قائمة التراث العالمي، حيث أُدرِجت خمسة مواقع منذ عام 2012. كانت بلدة القدس القديمة وأسوارها أول ترشيح في فلسطين التاريخيّة يُدرَج على القائمة بناءً على طلب من الحكومة الأردنيّة في 16 كانون الأول/ ديسمبر 1981، كما وُضِع الموقع على قائمة مواقع التراث العالمي المُعَرَّضة للخطر في عام 1982. من جهة أخرى، أُدرِج أول موقعين داخل الخط الأخضر على القائمة عام 2001 هما: البلدة القديمة في عكا، وجبل مسعدة في صحراء النقب.

## خريطة المواقع
القدس القديمة (موقع مُدرج مُقترح من قبل الأردن)

## قائمة المواقع المدرجة في دولة فلسطين
يُمكن فرز الجدول حسب العمود عن طريق النقر فوق  أعلى العمود المناسب: أبجديًا لأعمدة الاسم والمساحة والسنة؛ حسب الحالة لعمود الموقع؛ وحسب نوع المعايير لعمود المعايير.
الاسم؛ وهو اسم الموقع كما أدرجته لجنة التراث العالمي.
الموقع؛ وهو اسم المدينة أو المحافظة أو المقاطعة أو الإقليم أو الدولة، بالإضافة إلى إحداثيات الموقع.
المعايير؛ وهي المعايير الثقافيّة أو الطبيعيّة التي تُعطي للموقع أهميّة عالميّة مُميّزة، وعددها عشرة معايير: ستة معايير ثقافيّة وأربعة معايير طبيعيّة.
سنة التسجيل؛ تُكتب السنة التي أُدرِجَ فيها الموقعُ في قائمة التراث العالمي. بالنسبة للقائمة الإرشاديّة المؤقتة، تُكتب سنة تقديم الموقع.
المساحة؛ وهي مساحة الموقع بالهكتار حسب ما هو مُدرَج على الموقع الرسمي لمركز التراث العالمي. أحيانًا تُذكر أيضًا مساحة المنطقة العازلة المُحيطة بالموقع.
المرجع؛ وهو الرقم المرجعي للموقع كما أدرجته لجنة التراث العالمي.
الملاحظات؛ معلومات موجَزة عن الموقع، بما في ذلك أسباب تعرّض الموقع للخطر، إن أمكن.
| الصورة | المكان                                               | الموقع | المعايير            | المساحة هكتار  | السنة | المرجع | الملاحظات     |
| ------ | ---------------------------------------------------- | --- | ------------------- | -------------- | ----- | ------ | ------------- |
|        | مكان ولادة المسيح: كنيسة المهد وطريق الحج، بيت لحم   | محافظة بيت لحم 31°42′16″N 35°12′27″E / 31.70444°N 35.20750°E | ثقافي: (iv)(vi)     | 2.98 (7.4)     | 2012  | 1433   | [ 19 ]        |
|        | البلدة القديمة (الخليل)                              | محافظة الخليل 31°31′27″N 35°6′32″E / 31.52417°N 35.10889°E | ثقافي: (ii)(iv)(vi) | 20.6 (51)      | 2017  | 1565   | [ 20 ]        |
|        | بلد الزيتون والكرمة – منظر ثقافي في جنوب القدس، بتير | محافظة بيت لحم 31°43′11″N 35°7′50″E / 31.71972°N 35.13056°E | ثقافي: (iv)(v)      | 348.83 (862.0) | 2014  | 1492   | [ 21 ]        |
|        | أريحا القديمة/ تل السلطان                            | قصر هشام/ خربة المفجر 31°52′56″N 35°27′35″E / 31.88222°N 35.45972°E تل السلطان 31°52′10″N 35°25′40″E / 31.86944°N 35.42778°E دير قرنطل 31°52′27″N 35°26′02″E / 31.87417°N 35.43389°E | ثقافي (iii)(iv)     | ---            | 2023  | 1687   | [ 22 ]        |
|        | دير القديس هيلاريون (تل أم عامر)                     | محافظة دير البلح 31°27′N 34°22′E / 31.450°N 34.367°E | ثقافي (ii)(iii)(vi) | ---            | 2024  | 1749   | [ 23 ] [ 24 ] |

### القدس الشرقية
تضم لائحة التراث العالمي موقعًا واحدًا ضمن مدينة القدس، هو بلدة القدس القديمة وأسوارها، وهو موقع مُقترح مِن قِبَل الأردن منذ عام 1981، والذي رشّحه أيضًا على قائمة التراث العالمي المُعرّض للخطر عام 1982، حيث وافقت لجنة التراث العالمي على الطلب الأردني بموجب قرار لها آنذاك. علمًا أن الجزء الشرقي من القدس (بما فيه بلدتها القديمة) كان تحت الإدارة الأردنيّة بين عاميّ 1950 و1967، كما شهدت المدينة العديد من حملات الإعمار الأردنيّة ودورًا تاريخيًا للأردن ضمن ما يُعرف باسم الوضع الراهن.
لا يدرج الموقع تحت تصنيف أي من الدول الأطراف، بما فيها فلسطين أو الأردن أو إسرائيل، ويُعتَبر من المواقع التي لم يُحدد وضعها الإقليمي لها، مع أنها تقع ضمن الأراضي الفلسطينيّة المُحتَلَّة. كما صُنفت ضمن منطقة «الدول العربية» تحت اسم «القدس: موقع مُقتَرَح من قِبَل الأردن». يُشار إلى أن اسم مدينة القدس يظهر ثلاث مرات على الموقع الرسمي لمركز التراث العالمي التابع لليونسكو: الأولى على صفحات قائمة التراث العالمي الرسميّة، والثانية على صفحة قائمة التراث العالمي المُعرّض للخطر، والثالثة على صفحة قائمة مواقع التراث العالمي في إسرائيل، حيث أضافت إسرائيل اقتراحًا إلى قائمتها المؤقّتة في عام 2000 يُسمَّى «القدس»، وذلك من أجل توسيع الموقع ليشمل منطقة جبل صهيون. لم تقدِّم إسرائيل هذا الاقتراح بعد إلى لجنة التراث العالمي، لأن مفاوضات غير رسميّة جرت من أجل تأخير التقديم بسبب معارضة اليونسكو.(2)
| الصورة | المكان                      | الموقع                                                     | المعايير            | المساحة هكتار | السنة | المرجع | الملاحظات                                                    |
| ------ | --------------------------- | ---------------------------------------------------------- | ------------------- | ------------- | ----- | ------ | ------------------------------------------------------------ |
|        | بلدة القدس القديمة وأسوارها | محافظة القدس 31°56′16″N 35°05′25″E / 31.93778°N 35.09028°E | ثقافي (iii)(ii)(vi) | 90            | 1981  | 148    | موقع مُقتَرح من قِبَل الأردن عام 1981، ومُعرَّض للخطر منذ عام 1982. |

## القائمة التمهيدية المؤقتة
تطرح الدول الأعضاء في اليونسكو، بالإضافة إلى قائمة المواقع المُدرَجة في قائمة التراث العالمي، قائمةً بالمواقع المؤقتة المُحتمل إضافتها إلى القائمة. ولا تُقبَل الترشيحات لإدراج المواقع في قائمة التراث العالمي إلاّ إذا كانت مُرشّّحة في القائمة المؤقّتة. بلغ عدد المواقع الفلسطينيّة المُرشَّحة في القائمة المؤقّتة حتى عام 2021 ثلاثة عشر موقعًا هي:
| الصورة | المكان                               | الموقع | المعايير            | المساحة هكتار | السنة | المرجع | الملاحظات |
| ------ | ------------------------------------ | --- | ------------------- | ------------- | ----- | ------ | --- |
|        | جبل جرزيم والسامريون                 | محافظة نابلس 32°12′06″N 35°15′39″E / 32.20167°N 35.26083°E | ثقافي (iii)(vi)     | ---           | 2012  | 5706   | [ 35 ] |
|        | قُمران: كهوف ومخطوطات دير البحر الميت | محافظة أريحا 31°44′49″N 35°27′20″E / 31.74694°N 35.45556°E | ثقافي (iii)(iv)(vi) | ---           | 2012  | 5707   | [ 36 ] |
|        | البريّة والأديرة الصحراويّة            | منطقة البريّة (محافظتيّ القدس وبيت لحم) 31°50′20″N 35°30′13″E / 31.83889°N 35.50361°E 31°20′42″N 35°19′07″E / 31.34500°N 35.31861°E | ثقافي (i)(ii)(iii)  | ---           | 2012  | 5708   | تضم المنطقة عدّة مواقع تاريخيّة، من أهمّها كهوف وادي خريطون: عرق الأحمر، أم القلعة، وأم قطفة.                                                  |
|        | بلدة نابلس القديمة ومحيطها           | محافظة نابلس 32°12′N 35°16′E / 32.200°N 35.267°E | ثقافي (iii)(vi)     | ---           | 2012  | 5714   | [ 39 ] |
|        | سبسطية                               | محافظة نابلس 32°16′33″N 35°11′40″E / 32.27583°N 35.19444°E | ثقافي (ii)(v)       | ---           | 2012  | 5718   | [ 40 ] |
|        | الأنثيدون: ميناء غزة القديم          | محافظة غزة 31°32′22″N 34°26′56″E / 31.53944°N 34.44889°E | ثقافي (ii)(iv)      | ---           | 2012  | 5719   | [ 41 ] |
|        | غابة أم الريحان                      | محافظة جنين 32°32′01″N 35°09′05″E / 32.53361°N 35.15139°E | طبيعي (x)           | ---           | 2012  | 5721   | [ 42 ] |
|        | الأراضي الرطبة الساحليّة في وادي غزة  | قطاع غزة 31°26′03″N 34°22′37″E / 31.43417°N 34.37694°E 31°27′32″N 34°24′35″E / 31.45889°N 34.40972°E | طبيعي (x)           | ---           | 2012  | 5722   | [ 43 ] |
|        | وادي الناطوف ومغارة شقبا             | محافظة رام الله والبيرة 31°58′51″N 35°2′33″E / 31.98083°N 35.04250°E 31°58′53″N 35°2′32″E / 31.98139°N 35.04222°E | ثقافي (ii)(iii)(iv) | ---           | 2013  | 5712   | [ 44 ] |
|        | قرى الكراسي                          | عبوين 32°02′09″N 35°12′05″E / 32.03583°N 35.20139°E عرّابة 32°24′16″N 35°12′07″E / 32.40444°N 35.20194°E بيت وزن 32°12′54″N 32°13′51″E / 32.21500°N 32.23083°E بُرقة 32°18′05″N 35°11′31″E / 32.30139°N 35.19194°E دير غسّانة 32°02′47″N 35°05′49″E / 32.04639°N 35.09694°E دير استيا 32°07′49″N 35°08′21″E / 32.13028°N 35.13917°E دورا 31°30′23″N 35°01′36″E / 31.50639°N 35.02667°E جمّاعين 32°07′49″N 35°11′56″E / 32.13028°N 35.19889°E كور 32°14′05″N 35°05′48″E / 32.23472°N 35.09667°E نعلين 31°56′46″N 35°01′17″E / 31.94611°N 35.02139°E راس كركر 31°56′34″N 35°06′09″E / 31.94278°N 35.10250°E سبسطية 32°16′33″N 35°11′40″E / 32.27583°N 35.19444°E صانور 32°21′19″N 35°14′48″E / 32.35528°N 35.24667°E | ثقافي (iii)(iv)     | ---           | 2013  | 5717   | [ 45 ] |
|        | موقع المعموديّة "الشرائع" (المغطس)    | محافظة أريحا 31°50′03″N 35°32′42″E / 31.83417°N 35.54500°E | ثقافي (iii)(iv)(vi) | ---           | 2015  | 6155   | يقع الموقع غرب نهر الأردن. أُدرِج موقع المغطس، المقابل له على الضفّة الشرقيّة للنهر، ضمن مواقع التراث العالمي الأردنيّة في عام 2015 (مرجع 1446). |

## قائمة التراث اللامادي
لا يقتصر التراث وفقًا لليونسكو، على المعالم الثقافيّة أو الطبيعيّة، وإنمّا يشمل أيضًا التقاليد والممارسات ومظاهر التعبير والمعارف والمهارات المرتبطة بإنتاج الصناعات الحرفيّة التقليديّة، وهذا ما يُعرف بالتراث الثقافي اللامادي. تصوغ اللجنة الدوليّة الحكوميّة لصون التراث الثقافي غير المادي توصيات بشأن التدابير الرامية إلى صون هذا التراث، وتتولى أيضًا دراسة الطلبات التي تقدمها الدول الأطراف، بما فيها فلسطين، لإدراج عناصر من التراث غير المادي في القوائم والمقترحات الخاصّة بالبرامج والمشروعات.
صادقت دولة فلسطين على اتفاقيّة حماية التراث الثقافي غير المادي لعام 2003 في 8 كانون الأول/ ديسمبر 2011. وتهدف هذه الاتفاقيّة إلى صون التراث غير المادي. تضم قائمة التراث اللامادي في دولة فلسطين أربعة مواضيع عن ثقافة المجتمع الفلسطيني:
| الصورة | الاسم                                                      | المرجع           | سنة التسجيل | ملاحظات |
| ------ | ---------------------------------------------------------- | ---------------- | ----------- | --- |
|        |                                                            |                  |             | |
|        | الحكاية الفلسطينيّة                                         | 00124            | 2008        | [ 51 ] |
|        | نخيل التمر: المعارف والمهارات والتقاليد والممارسات (1)     | 01509            | 2019        | ارتبط نخيل التمر بالسكان المحليين للمنطقة العربية لعدة قرون، حيث كان بمثابة مصدر للعديد من الحرف والمهن والتقاليد الاجتماعية والثقافية والعادات والممارسات، وكشكل رئيسي من أشكال التغذية. يشمل الممارسون أصحاب مزارع نخيل التمر، والمزارعين، والحرفيين الذين ينتجون المنتجات التقليدية باستخدام أجزاء مختلفة من شجرة النخيل، وتجار التمر، وفناني الحكايات والقصائد الفولكلورية المرتبطة بها. |
|        | الخط العربي: المعرفة والمهارات والممارسات (1)              | ---[وصلة مكسورة] | 2021        | |
|        | فن التطريز في فلسطين: الممارسات والمهارات والمعرفة والطقوس | ---              | 2021        | |

## حواش
- 1 ترشيح متعدّد الجنسيّات قامت بتقديمه، إلى جانب دولة فلسطين، كل من الدول العربيّة التالية: الإمارات العربية المتحدة، البحرين، مصر، العراق، الكويت، موريتانيا، المغرب، عُمان، الأردن، المملكة العربية السعودية، السودان، تونس، واليمن.[53][54]
- 2 لقد أصدرت اليونسكو خلال العقود الماضية العديد من القرارات التي تُدين إسرائيل بسبب احتلالها للقدس الشرقيّة. كان من أهم تلك القرارت، البيان المُعَد من قِبَل الأردن ودولة فلسطين، الذي صادق عليه المجلس التنفيذي لليونسكو في دورته رقم 201 عام 2017 فيما أُطلق عليه اسم «بند القدس» من ضمن قرار «فلسطين المُحتَلّة»، إذ تجاوز الإدانة إلى المطالبة بإنهاء الاحتلال، كما أكد على بطلان إجراءات إسرائيل في القدس منذ عام 1967 قانونيًا واعتبارها ملغية فورًا، وبالأخص قانون القدس الذي سنّته إسرائيل عام 1980.[55]

## وصلات خارجية
- قائمة اليونسكو لمواقع التراث العالمي - فلسطين (بالإنجليزية)